# Horjești, Hîncești
Horjești este un sat din cadrul comunei Cărpineni din raionul Hîncești, Republica Moldova.

## Demografie

### Structura etnică
Structura etnică a localității conform recensământului populației din 2004:
| Grup etnic                                               | Populație | % Procentaj  |
| -------------------------------------------------------- | --------- | ------------ |
| Băștinași declarați Moldoveni Băștinași declarați Români | 923 4     | 96,55% 0,42% |
| Ucraineni                                                | 5         | 0,52%        |
| Ruși                                                     | 5         | 0,52%        |
| Bulgari                                                  | 1         | 0,10%        |
| Alții                                                    | 18        | 1,88%        |
| Total                                                    | 956       |              |